# Fernand Gambiez
Fernand Gambiez (Lilla, 27 febbraio 1903 – Parigi, 29 marzo 1989) è stato un generale e storico francese.
Ha combattuto nella seconda guerra mondiale, nella Prima Guerra d'Indocina e nella Guerra d'Algeria. Durante la Guerra d'Algeria è stato Comandante in Capo dell'esercito francese in Algeria.

## Biografia
Gambiez nacque a Lilla e si diplomò alla École spéciale militaire de Saint-Cyr nel 1925. Servì nella Legione Straniera in Marocco prima di studiare presso la Scuola di Guerra Superiore nel 1935. Fu capitano di compagnia durante la Battaglia di Francia. Nel dicembre del 1942 lasciò la Francia occupata attraverso i Pirenei, fu catturato e imprigionato per cinque mesi in Spagna, ma riuscì infine a raggiungere l'Africa del Nord. Qui formò e prese il comando del Primo Batallion de Choc destinato ad aiutare la Resistenza, col quale il 13 settembre del 1943 sbarcò in Corsica e partecipò alla sua liberazione, così come successivamente alla liberazione dell'isola d'Elba. Dopo alcune incursioni in Italia, partecipò allo sbarco in Provenza nell'Agosto del 1944, e successivamente alla campagna di Germania, dove prese parte alle operazioni sul Reno e sul Danubio (Belfort, Masevaux e Colmar). Dopo la Seconda Guerra Mondiale, insegnò all'école militaire di Saint-Maixent.
Gambiez fu a capo dello staff del comandante in capo Henri Navarre durante la Prima Guerra d'Indocina, inclusa la Battaglia di Dien Bien Phu, dove perse uno dei suoi figli.
Dal 1955 al 1957 fu comandante in Tunisia e nel 1958 fu promosso Generale di corpo d'armata. Venne nominato comandante del Corpo di Orano nel 1959, Ispettore Generale della Fanteria nel 1960 e infine comandante in capo dell'esercito francese in Algeria nel 1961. Fedele al governo francese e a de Gaulle, fu arrestato dai generali autori del putsch d'Algeri nell'aprile del 1961.
Sia in Indocina sia in Algeria cercò sempre di contrastare la guerriglia cercando di vincere i "cuori e le menti" della popolazione. Dopo il fallito putsch in Algeria, il generale Gambiez insieme ad altri collaboratori riscrisse il codice militare francese; una delle nuove norme prevedeva che un soldato avesse il diritto di rifiutarsi di punire prigionieri e civili "con un trattamento crudele, tortura o minacce". 
Fu direttore della commissione di storia militare francese dal 1969 al 1989 ed eletto membro dell'Académie des Sciences Morales et Politiques nel 1974.

## Onorificenze
1ère classe d'honneur della Legione Straniera nel 1954.

## Opere
- L'Épée de Damoclès, la guerre en style indirect (1967). Con il colonnello Maurice Suire.
- Histoire de la première guerre mondiale (2 volumes, 1968). Con il colonnello Maurice Suire.
- Libération de la Corse (1973)